# Johann Heinrich Gottlob von Justi
Johann Heinrich Gottlob von Justi (né le 28 décembre 1717 à Brücken, décédé le 21 juillet 1771 à Küstrin) était le leader du caméralisme au XVIIIe siècle.

## Biographie
Von Justi a enseigné de 1751 à 1754 au Theresianum de Vienne. Il y rencontra Friedrich Wilhelm von Haugwitz, dont les réformes administratives l'inspirèrent. Par la suite, il devint directeur de la police à Göttingen, en 1755, puis directeur des mines nationales et prussiennes de 1765 à 1768. Cette année-là, il fut accusé par Frédéric le Grand de fraudes, et fut emprisonné à Küstrin, où il mourut aveugle.
Il a attribué la richesse nationale allemande à la croissance démographique, au commerce extérieur et à l'industrie minière, avec quoi il s'est chargé des éléments essentiels de la théorie d'Adam Smith. Il a écrit le premier écrit systématique de la science financière en Allemagne, où l'influence de Christian Wolff, Montesquieu et Samuel von Pufendorf est reconnaissable.

## Travaux
- (de) Staatswirtschaftliche oder systematische Abhandlung aller ökonomischen und Cameralwissenschaft, 2 Bände, 1755
- (de) Grundsätze der Polizeywissenschaft, 1756
- (de) Die Chimäre des Gleichgewichts von Europa, 1758
- (de) System des Finanzwesens, 1766